# Герберт Гайденрайх
Герберт Гайденрайх (нім. Herbert Heidenreich, нар. 15 листопада 1954, Біндлах) — німецький футболіст, що грав на позиції півзахисника.
Виступав, зокрема, за «Боруссію» (Менхенгладбах), у складі якої — чемпіон Німеччини, а також «Нюрнберг».

## Ігрова кар'єра
У дорослому футболі дебютував 1973 року виступами за команду друголігового «Байройта», в якій провів три сезони, взявши участь у 86 матчах чемпіонату. 
Сезон 1976/77 провів у найсильнішому на той час німецькому клубі «Боруссія» (Менхенгладбах), якому допоміг здобути черговий титул чемпіонів ФРН. Проте вже на початку наступного сезону повернувся до Другої Бундесліги, ставши гравцем берлінського «Теніс Боруссія».
Своєю грою за останню команду привернув увагу представників тренерського штабу клубу «Нюрнберг», у складі команди якого повернувся до Бундесліги, де й відіграв наступні шість сезонів у статусі одного з основних півзахисників.
Завершував ігрову кар'єру у нижчолігових «Байройті» і «Кобурзі».

## Титули і досягнення
- Чемпіон ФРН (1):

«Боруссія» (Менхенгладбах): 1976-1977
- Володар Суперкубка ФРН (1):

«Боруссія» (Менхенгладбах): 1976